# Lina Persson
Lina Persson, född den 3 februari 1982, är en svensk orienterare som blev europamästarinna i stafett 2008 samt svensk mästarinna i stafett 2006 och 2007.